# Касильяс, Марио
Марио Касильяс (исп. Mario Casillas) (9 июня 1938, Сан-Мигель-эль-Альто, Халиско, Мексика) — выдающиеся мексиканский актёр театра и кино. 

## Биография
Родился 9 июня 1938 года в Сан-Мигель-эль-Альто. В мексиканском кинематографе дебютировал в 1968 году и с тех пор снялся в 57 работах в кино и телесериалах. Телесериалы Странное возвращение Дианы Саласар, Я покупаю эту женщину, Хозяйка, Привилегия любить, Обними меня крепче, Страсти по Саломее, Полюбить снова, Мачеха, Скрытая правда или Наш секрет, Осторожно с ангелом и Как говорится оказались наиболее популярными с участием актёра.

## Фильмография
1
Сердце, которое лжет (сериал, 2016)
Corazón que miente ... Obispo
2
Свободны, чтобы любить (сериал, 2013)
Libre para amarte ... El señor del maletín
3
Корона слёз (сериал, 2012 – 2013)
Corona de lágrimas
4
Команда (сериал, 2011)
El Equipo ... Demetrio Pérez Canto 'El Deme'
5
Как говорится (сериал, 2011 – ...)
Como dice el dicho
6
Rock Marí (2010)
... Maestro Cortina
7
Осторожно с ангелом (сериал, 2008 – 2009)
Cuidado con el ángel ... Licenciado Lozada
8
Дорогой враг (сериал, 2008)
Querida Enemiga ... Alan Zimmerman
9
Благородные мошенники (сериал, 2008 – ...)
Los simuladores
10
Нет дур в раю (сериал, 2008)
Las tontas no van al cielo ... Clemente Morales
11
Девочки, как вы (сериал, 2007)
Muchachitas como tú ... Luis
12
Скрытая правда, или Наш секрет (сериал, 2006)
La verdad oculta ... Javier Garnica
13
Пабло и Андреа (сериал, 2005)
Pablo y Andrea ... Don Severino
14
Соседи (сериал, 2005 – ...)
Vecinos ... Arturo López
15
Мачеха (сериал, 2005 – 2007)
La madrastra ... Dr. René Ruben
16
Полюбить снова (сериал, 2003 – 2004)
Amar otra vez ... Manuel Chamorro Gutiérrez
17
Путь любви (сериал, 2002 – 2003)
Las Vías del Amor ... Jerónimo Mendoza Romero
18
Страсти по Саломее (сериал, 2001 – 2002)
Salomé ... Rodrigo
19
Обними меня крепче (сериал, 2000 – 2001)
Abrázame muy fuerte ... Marcelino
20
Свет на пути (сериал, 1998)
Una luz en el camino ... Don Eliseo
21
¡Que vivan los muertos! (1998)
22
Привилегия любить (сериал, 1998 – 1999)
El privilegio de amar ... Miguel Beltrán
23
De muerte natural (1996)
24
Хозяйка (сериал, 1995)
La dueña ... Manuel Hernández
25
Полет орлицы (сериал, 1994)
El vuelo del águila ... Carlos Pacheco
26
Пойманная (сериал, 1991)
Atrapada ... Anibal
27
Я покупаю эту женщину (сериал, 1990)
Yo compro esa mujer ... Raúl de Marín
28
Viernes tragico (1990)
29
Белое и чёрное (сериал, 1989)
Lo blanco y lo negro ... Ramón Ferreira
30
Странное возвращение Дианы Саласар (сериал, 1988)
El extraño Retorno de Diana Salazar ... Gonzalo
31
El misterio de la casa abandonada (1987)
... Notario
32
Путь к славе (сериал, 1987)
Senda de gloria ... Antonio Alvarez
33
Слава и ад (сериал, 1986)
La gloria y el infierno ... Licenciado Arvídes
34
Яко, охотник проклятых (1986)
Yako, cazador de malditos
35
Женщина, случаи из реальной жизни (сериал, 1985 – ...)
Mujer, casos de la vida real
36
Мексиканец, ты можешь! (1985)
Mexicano ¡Tú puedes! ... Vendedor
37
Memoriales perdidos (1985)
38
Разорванный флаг (1979)
Bandera rota ... Detective policía
39
Las noches de Paloma (1978)
... Chente Mancilla
40
Pasajeros en transito (1978)
41
Xoxontla (1978)
... Nicolás
42
Бубенчик (1977)
Cascabel
43
Las poquianchis (De los pormenores y otros sucedidos del dominio público que acontecieron a las hermanas de triste memoria a quienes la maledicencia así las bautizó) (1976)
... Campesino rebelde
44
Chicano (1976)
45
Чудо жизни (сериал, 1975)
El milagro de vivir ... Alejandro Alvarado
46
Просто скажи это завтра (сериал, 1974)
Siempre habra un mañana
47
Меня зовут Мартина Сола (сериал, 1972)
Me llaman Martina Sola
48
Истинное призвание Магдалены (1972)
La verdadera vocación de Magdalena ... Entrevistador TV
49
Tonta tonta pero no tanto (1972)
... Antonio Calvo Hermosillo
50
Кукла королевы (1972)
Muñeca reina ... Oscar
51
Cayó de la gloria el diablo (1972)
... Pepe, director t.v.
52
Tú, yo, nosotros (1972)
53
Они зовут его Маркадо (1971)
Los marcados
54
Siempre hay una primera vez (1971)
... Ahmed, actor en televisión (segment 'Gloria')
55
Эмилиано Сапата (1970)
Emiliano Zapata
56
La manzana de la discordia (1968)
57
Los caudillos (сериал, 1968)
... Fernández Lizardi

## Театральные работы
- 1992 — 11 и 12